# Parrottsville
Parrottsville is een plaats (town) in de Amerikaanse staat Tennessee, en valt bestuurlijk gezien onder Cocke County.

## Demografie
Bij de volkstelling in 2000 werd het aantal inwoners vastgesteld op 207.
In 2006 is het aantal inwoners door het United States Census Bureau geschat op 219, een stijging van 12 (5,8%).

## Geografie
Volgens het United States Census Bureau beslaat de plaats een oppervlakte van
0,9 km², geheel bestaande uit land. Parrottsville ligt op ongeveer 352 m boven zeeniveau.

## Plaatsen in de nabije omgeving
De onderstaande figuur toont nabijgelegen plaatsen in een straal van 28 km rond Parrottsville.